# Білий Колодязь (станція)
Бі́лий Коло́дязь — проміжна вантажно-пасажирська залізнична станція 4 класу Куп'янської дирекції залізничних перевезень Південної залізниці.
Розташована на одноколійній неелектрифікованій лінії Оливине — Огірцеве між станціями Приколотне (19 км) та Вовчанськ (18 км) у смт Білий Колодязь Вовчанського району Харківської області. На станції зупиняються приміські поїзди.